# راي الكسندر (موسيقي)
راي الكسندر (بالإنجليزية: Ray Alexander)‏ هو موسيقي أمريكي، ولد في 7 فبراير 1925 في لينبروك في الولايات المتحدة، وتوفي في 9 يونيو 2002 في نيو هايد بارك في الولايات المتحدة.

## وصلات خارجية
- راي الكسندر على موقع ميوزك برينز (الإنجليزية)